# Gotra pomonellae
Gotra pomonellae is een insect uit de familie van de gewone sluipwespen (Ichneumonidae). De wetenschappelijke naam van de soort werd in 1912 gepubliceerd door Cameron.